# Sauron (zespół muzyczny)
Sauron – polski zespół black metal założony w 1991 in Radomiu. Nazwa zespołu pochodzi od postaci stworzonej przez John R.R. Tolkiena.

## Historia
Sauron powstał w 1991 roku na zgliszczach Malleus Maleficarum z inicjatywy P.W. (bas, wokal) i Vica (gitara). Pierwszy skład został uzupełniony przez Walca (gitara) i Bonbla (perkusja).
W 1993 roku zespół rejestruje pierwsze demo „Hellish Requiem” w półprofesjonalnym studio w Radomiu.
Na demo składa się 6 utworów; znajdujące się na stronie „A” są bardziej death-metalowe, podczas gdy strona „B” przejawia wpływy black-metalu.
Na intro otwierające Necromansy wykorzystano fragment ścieżki z klasycznego dzieła Clive Barkera – „Nocnego plemienia” (ze sceny, w której Lori spotyka Peloquina).

Okładka została wykonana przez Walca.
We wczesnym 1994 Evil zastąpił Vico na gitarze. Niedługo potem Rzeczy obejmuje pozycję perkusisty.
W nowym składzie z P.W. (bas, wokale), EVIL (guitary), i RZECZY (perkusja), SAURON rejestruje drugi materiał demo – „The Baltic Fog”.
Nagrania miały miejsce w Zespole Szkół Elektronicznych im. Bohaterów Westerplatte w Radomiu.
Ze względu na brak czasu Rzeczy decyduje się opuścić Sauron. Evil i P.W. zaproponowali Blademu (perkusiście lokalnej death metalowej hordy Aghast) przejęcie perkusji po Rzeczym i w 1997 Sauron był gotowy na nagranie pierwszego, profesjonalnego materiału – „Kraina Martwego Słońca”.

Materiał zarejestrowano w New Project Studio prowadzonym przez Krzysztofa Maszotę.
Wkrótce po nagraniu „Krainy…” do zespołu dołącza drugi gitarzysta Kordian.
Zespół nawiązał wstępne rozmowy z Michałem Kraszewskim w kwestii wydania „Krainy…” w Novum Vox Mortis. Niestety, stało się to tuż przed rozpadem wytwórni i do wydania nie doszło.

Po odejściu Evila Benek obejmuje wolną pozycję gitarzysty, lecz Sauron ostatecznie zawiesza działalność w 1999 roku.

Kraina Martwego Słońca została wydana przez podziemną wytwórnię Devil Worship Records w 2000 jako CD-R zawierający również „The Baltic Fog”.

Obraz użyty na okładkę przedstawia „Wydobycie zwłok Wandy z Wisły” autorstwa Aleksandra Lessera.
W 2003 roku P.W. (wokale) i Evil (muzyka) decydują się wskrzesić Sauron. Zespół zarejestrował w 2006 roku nowy materiał – HornologY wydany w 2007 roku przez Old Temple.
Album został wydany w książkowym formacie z tekstami zilustrowanymi grafikami Von Krolocka. W 2008 roku zostaje wydana druga, limitowana wersja zawierająca dodatkowo CD-R z coverami CELTIC FROST „Innocence And Wrath” / „The Usurper”.

Między 2009 a 2011 Sauron nagrywa kolejny materiał „Unholy Man” zmiksowany i wyprodukowany przez Toma „Thrawn” Kvålsvolla w studiu Strype Audio w Oslo. Tom zagrał również gościnnie gitarowe solo w coverze Desolate Ways zespołu Morbid Angel.

Zarówno „Unholy Man”, jak i reedycja „Hornology” ukazują się nakładem Via Nocturna w 2015 roku.

W 2015 roku Rzeczy ponownie obejmuje pozycję perkusisty.
29 lutego 2016 roku ma miejsce premiera na winylu materiału „The Land of Dead Sun”, który zawiera nagrania zarejestrowane w 1997 roku. Za wydawnictwo odpowiedzialna jest wytwórnia Wheelwright Productions.
W 2016 zespół zakończył prace nad nowym materiałem zatytułowanym “WARA!”. Okładkę przygotował Robert A. von Ritter, layout i całość grafiki przygotowana przez mentalporn.com. Nagrań dokonano w Studiu Nagraniowym – FFF w Radomiu, miks i mastering „popełnił” Haldor Grunberg w Satanic Audio. Płyta zostanie wydana przez WITCHING HOUR PRODUCTIONS pod koniec września 2016 jako 12” limitowany winyl, digi pack oraz kasetę, dostępna będzie także limitowana koszulka.

## Muzycy
Obecny skład zespołu.
- P.W. – śpiew (od 1991), gitara basowa (1991-1999)
- Evil – gitara elektryczna (od 1994)
- Rzeczy – perkusja (1994-1996, od 2015)

Byli członkowie zespołu
- Bonbel – perkusja (1991-1994)
- Vico – gitara elektryczna (1991-1994)
- Walec (R.I.P.) – gitara elektryczna (1991-1994)
- Blady – perkusja (1996-1999)
- Kordian – gitara elektryczna (1997-1999)
- Benek – gitara elektryczna (1999)

## Dyskografia[10]
- Hellish Requiem[11] (1993, demo)
- The Baltic Fog[12] (1995, demo)
- Kraina Martwego Słońca[13] (1997 / 2000)
- Hornology (CD, Album, A5)[14] (2007)
- Hornology (Box, Ltd + CD, Album + CDr, Mini)[15] (2008)
- Unholy Man (CD, jewelcase, digipak)[16] (2015)
- Hornology (CD, jewelcase, digipak)[17] (2015)
- The Land of Dead Sun (LP, Album)[18] (2016)
- WARA! (LP, Album, CD, digipak, MD)[19] (2016)